# George Parks Highway
George Parks Highway (qui porte aussi le nom de Interstate A-4 et Alaska Route 3) est longue de 520 kilomètres (323 mi) et relie la Glenn Highway, à 56 kilomètres (35 mi) au nord d'Anchorage, à Fairbanks.

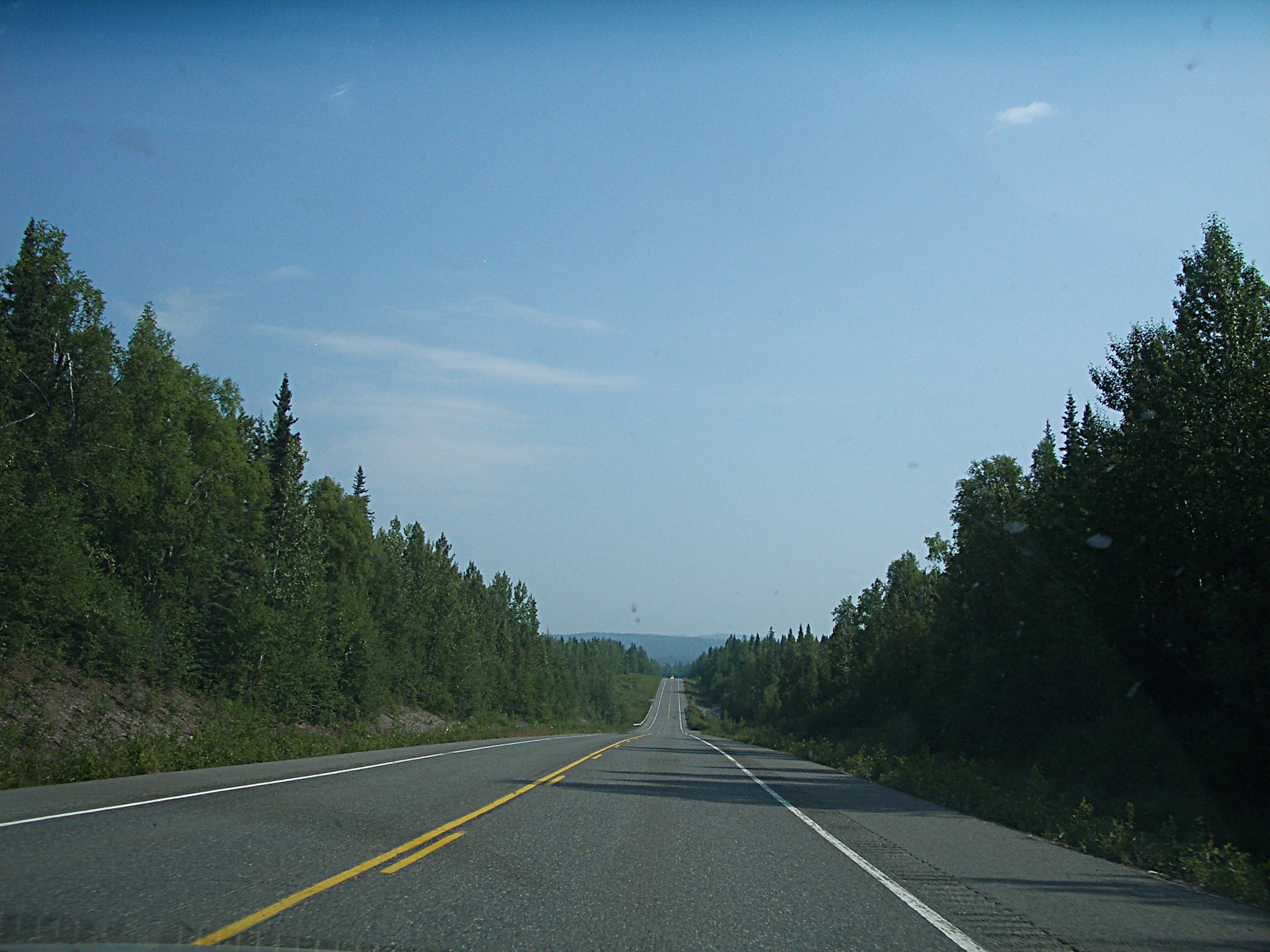
George Park Highway en direction de Parc national Denali

## Historique
Il a fallu plus de douze ans pour construire la route, et près de 150 millions de dollars.
Cette route, considérée à l'origine comme une voie rapide entre Anchorage et Fairbanks, a été complétée en 1971 et porte son nom actuel depuis 1975.
Elle est à peu près parallèle à l'Alaska Railroad, et est une des routes les plus importantes d'Alaska. C'est la route principale qui relie Anchorage à Fairbanks, les deux plus grandes agglomérations de l'État. De plus, elle est le principal accès au Parc national Denali, et l'accès le plus direct à la Matanuska-Susitna Valley.
Son nom lui a été donné en l'honneur de George Alexander Parks, gouverneur d'Alaska entre 1925 et 1933, et non pas à cause du Parc national qu'elle dessert.

## Villes et lieux traversés
- Wasilla, au km 68
- Big Lake, via Big Lake Road, au km 84
- Houston, au km 92
- Willow, au km 111
- Hatcher Pass (en), via Hatcher Pass Road, au km 115
- Talkeetna, via Talkeetna Spur Road, au km 159
- Byers Lake, à 45 km de Talkeetna
- Trapper Creek, au km 185
- Cantwell, au km 338
- Parc d'État Denali
- Parc national Denali entrée du parc, au km 382
- McKinley Park
- Healy, au km 400
- Anderson au km 456
- Nenana, au km 490
- Four Mile Road
- Ester, au km 566
- Fairbanks, au km 576